# Greenwood County (Kansas)
Greenwood County is een county in de Amerikaanse staat Kansas.
De county heeft een landoppervlakte van 2.952 km² en telt 7.673 inwoners (volkstelling 2000). De hoofdplaats is Eureka.